# Patrick Kluivert
Patrick Stephan Kluivert (Amsterdã, 1 de julho de 1976) é um treinador e ex-futebolista neerlandês que atuava como centroavante. Atualmente comanda a Seleção Indonésia.
Atacante matador, de excelente cabeceio e com precisão em suas finalizações, foi o maior artilheiro da Seleção Neerlandesa, com 40 gols, até outubro de 2013, quando esta marca foi ultrapassada por Robin van Persie.
Por clubes, foi ídolo do Ajax e do Barcelona. Pelo Barça atuou entre 1998 e 2004 e marcou um total de 122 gols, sendo 90 deles pela La Liga (Campeonato Espanhol).

## Carreira como jogador

### Ajax
Patrick Kluivert foi revelado no Ajax em 1994, mas foi a partir de 1995 que passou a ser reconhecido internacionalmente. No dia 24 de maio daquele ano, marcou o único gol da vitória do Ajax sobre o Milan na decisão da Liga dos Campeões da UEFA de 1994–95. Com esse gol, é até hoje o jogador mais jovem a marcar um tento em uma final do principal torneio do continente europeu, quando tinha apenas 18 anos, 10 meses e 23 dias de vida. Era um centroavante de área, mas também sabia puxar a marcação para seus companheiros.

### Milan e Barcelona
Em 1997 foi para o Milan, mas não obteve sucesso no clube de Milão. Logo em seguida foi negociado com o Barcelona, se reencontrando com o técnico Louis van Gaal, responsável por tê-lo lançado no Ajax. Jogou em um time fantástico do Barça ao lado de seus compatriotas Phillip Cocu, Michael Reiziger, Zenden, Ruud Hesp, Frank de Boer, Ronald de Boer e Winston Bogarde, além de craques como Rivaldo, Luís Figo, Josep Guardiola, Luis Enrique, Abelardo e o jovem Xavi.
No Barcelona conquistou a La Liga de 1998–99, onde marcou 15 gols em 35 jogos. Formava a dupla de ataque com o compatriota Marc Overmars, mantendo uma boa média de gols, mas na temporada 2003–04 sofreu uma lesão no joelho que o afastou dos gramados por três meses. Após seu retorno, obteve um rendimento muito baixo e não renovou seu contrato. Para o seu lugar, o Barcelona contratou o camaronês Samuel Eto'o. No total, atuou em 257 partidas e marcou 122 gols pelo clube catalão.

### Newcastle
Depois de não ter renovado com o Barcelona, em julho de 2004 chegou sem custos ao Newcastle. Kluivert afirmou que escolheu o clube inglês devido à recepção calorosa da torcida que ele havia presenciado ainda quando jogava pelo Barcelona, durante um amistoso de pré-temporada contra o Newcastle. No total, marcou 13 gols em sua única temporada na equipe, sendo o segundo maior artilheiro dos Magpies, atrás apenas de Alan Shearer. Apesar do bom desempenho, o neerlandês foi libertado pelo Newcastle em maio de 2005.

### Valencia, PSV e Lille
Começava então a decadência de sua carreira. Após deixar o Newcastle, foi negociado com o Valencia e chegou como uma das principais contratações para a temporada 2005–06. No entanto, Kluivert pediu a rescisão do contrato por ter pouquíssimas chances no time titular, sendo preterido pelos espanhóis David Villa e Mista.
Em 2006 chegou ao PSV Eindhoven, onde permaneceu apenas uma temporada. Foi para o Lille no ano seguinte, onde permaneceu até o final da temporada 2007–08. Depois dessas duas rápidas passagens onde não obteve sucesso, optou por encerrar a sua carreira em julho de 2008.
Após o final do contrato, voltou para os Países Baixos e participou do curso de formação de treinador que a KNVB (Federação Neerlandesa) oferece aos grandes jogadores da Seleção Laranja.

## Seleção Nacional
Pela Seleção Neerlandesa, disputou 79 partidas e 40 gols, sendo o maior artilheiro neerlandês até 2013, quando foi superado pelo compatriota Robin van Persie. Participou das Eurocopas de 1996, 2000 e 2004, e também da Copa do Mundo FIFA de 1998, onde os Países Baixos, após terem empatado no tempo regulamentar com o Brasil por 1 a 1, com Kluivert marcando a favor dos neerlandeses, acabaram perdendo na disputa por pênaltis. A Seleção Neerlandesa também perderia a decisão do terceiro lugar por 2 a 1 para a boa Seleção Croata da época, liderada por Davor Šuker.

## Carreira como treinador

### Adana Demirspor
No dia 1 de julho de 2023, Kluivert foi anunciado como novo treinador do Adana Demirspor, assinando contrato por duas temporadas.

### Seleção Indonésia de Futebol
Em janeiro de 2025, Patrick Kluivert foi anunciado como novo treinador da Indonésia. O país busca a classificação à Copa do Mundo de 2026. A última participação da Indonésia em uma Copa do Mundo foi com outro nome. Em 1938, o país ainda era colônia da Holanda e era chamado de Índias Orientais Holandesas. Kluivert assinou por dois anos com opção de prorrogação do contrato.

## Vida pessoal
É um grande amigo de Clarence Seedorf, neerlandês com quem atuou nos tempos de Ajax e posteriormente trabalhariam juntos na comissão técnica da Seleção Camaronesa. Kluivert possui quatro filhos que também são futebolistas: Quincy, Ruben, Shane e Justin Kluivert.

## Títulos
Ajax
- Eredivisie: 1994–95 e 1995–96
- Supercopa dos Países Baixos: 1994 e 1995
- Liga dos Campeões da UEFA: 1994–95
- Supercopa da UEFA: 1995
- Copa Intercontinental: 1995

Barcelona
- La Liga: 1998–99

PSV Eindhoven
- Eredivisie: 2006–07

### Prêmios individuais
- Jogador Neerlandês do Ano: 1995
- Troféu Bravo: 1995
- Melhor jogador da final da Liga dos Campeões da UEFA: 1994–95
- Seleção da Euro: 2000
- FIFA 100[14]